# Андоа
Андоа (Andoa, Gae, Gaye, Semigae, Shimigae) — мёртвый язык из языковой семьи сапаро, на котором раньше говорил народ андоа, который проживает на реке Пастаса в Перу. Народ андоа объединился с народом кечуа и в настоящее время с родного языка или на пастасанский диалект кичуа, или испанский язык. Последний известный носитель андоа умер в 1993 году.